# E-40
Earl T. Stevens (n. 15 noiembrie 1967), cunoscut sub numele de scenă E-40, este un rapper și actor american. Acesta s-a remarcat la început ca membru al formației The Click.